# Aksum (miasto)
Aksum (amh. አክሱም) – miasto w północnej Etiopii, w regionie Tigraj, w odległości ok. 50 km od granicy z Erytreą; 41 tys. mieszkańców, z czego znaczna większość wyznaje chrześcijaństwo i należy do Kościoła etiopskiego. Aksum jest także świętym miastem tego Kościoła. Zostało założone ok. V wieku p.n.e.; było stolicą królestwa Aksum – pierwszego państwa etiopskiego, a także miejscem koronacji cesarzy Etiopii. Ze względu na wartość historyczną, pozostałości starożytnego miasta zostały w 1980 roku wpisane na listę światowego dziedzictwa UNESCO.
Według tradycji etiopskiego kościoła w kaplicy Tablic w Aksum przechowywana jest Arka Przymierza. Według przekazów z XIV wieku, Menelik I – pierwszy król Etiopii i zgodnie z legendą syn królowej Saby i króla Salomona – miał przywieźć arkę z Izraela do Etiopii.